# Salim Fago Lawal
Salim Fago Lawal (Lagos, 15 gennaio 2003) è un calciatore nigeriano, attaccante dell'Istria 1961.

## Carriera

### Club
Lawal è cresciuto nel settore giovanile del Mavlon ed il 1º agosto 2023 è stato acquistato dall'Istria 1961. Ha debuttato cinque giorni più tardi nell'incontro di Hrvatska nogometna liga perso 6-0 contro il Rijeka ed il 3 maggio 2024 ha segnato il suo primo gol nella trasferta vinta 3-1 contro il Rudeš.
Viene riconfermato in rosa anche per la stagione 2024-2025, nella quale mette a segno 5 reti in 29 presenze nella prima divisione croata ed una rete in 2 presenze in Coppa di Croazia.

### Nazionale
Nel maggio del 2023 è stato convocato dalla nazionale Under-20 nigeriana per disputare il campionato mondiale di categoria.

## Statistiche

### Presenze e reti nei club
Statistiche aggiornate al 25 maggio 2025.
| Stagione          | Squadra           | Campionato        | Campionato | Campionato | Coppe nazionali | Coppe nazionali | Coppe nazionali | Coppe continentali | Coppe continentali | Coppe continentali | Altre coppe | Altre coppe | Altre coppe | Totale | Totale |
| Stagione          | Squadra           | Comp              | Pres       | Reti       | Comp            | Pres            | Reti            | Comp               | Pres               | Reti               | Comp        | Pres        | Reti        | Pres   | Reti   |
| ----------------- | ----------------- | ----------------- | ---------- | ---------- | --------------- | --------------- | --------------- | ------------------ | ------------------ | ------------------ | ----------- | ----------- | ----------- | ------ | ------ |
| 2023-2024         | Istria 1961       | HNL               | 12         | 2          | CC              | 2               | 0               | -                  | -                  | -                  | -           | -           | -           | 14     | 2      |
| 2024-2025         | Istria 1961       | HNL               | 29         | 5          | CC              | 2               | 1               | -                  | -                  | -                  | -           | -           | -           | 31     | 6      |
| Totale Istra 1961 | Totale Istra 1961 | Totale Istra 1961 | 41         | 7          |                 | 4               | 1               |                    | -                  | -                  |             | -           | -           | 45     | 8      |
| Totale carriera   | Totale carriera   | Totale carriera   | 41         | 7          |                 | 4               | 1               |                    | -                  | -                  |             | -           | -           | 45     | 8      |